# Bosque do Capão da Imbuia
O Bosque do Capão da Imbuia é a maior e principal área verde do bairro Capão da Imbuia, bairro este localizado na região leste da cidade de Curitiba.
Possuindo 39.000 metros quadrados de densa mata, com árvores nativas como: a canela, o pinheiro (alguns centenários), a araucária e a imbuia (árvore que originou o nome do bairro), o bosque apresenta um ótimo local para o descanso, lazer e o conhecimento, pois o visitante pode aprender sobre a fauna e a flora local no Museu de História Natural, que é uma das principais atrações do espaço.
Outra atração do bosque é o "Caminho das Araucárias" que consiste em uma trilha de aproximadamente 400 metros percorridos mata adentro e que apresentam painéis espalhados em toda a sua extensão detalhando plantas e animais aos visitantes.

## História
O local aonde se encontra o “Bosque” e o próprio bairro, nos primórdios de Curitiba era uma área muito extensa de mata, contendo em grande quantidade a imbuia, um tipo de árvore de excelente qualidade para a marcenaria. Com o passar os anos o desmatamento e a extração da imbuia reduziram significativamente a mata nativa na região, e foi neste contexto que a família Reginato doou para a cidade de Curitiba a atual área do “Bosque”, isto no ano de 1955.
A prefeitura transformou o local em área de preservação ambiental e posteriormente transferiu para o bosque alguns setores da administração municipal que estudavam a fauna e a flora. Em uma nova etapa o local foi alterado para receber os curitibanos e turistas com a criação do museu e as áreas de entretenimento, como o "Caminho das Araucárias".
Antigamente, os animais taxidermizados eram exibidos no meio do Caminho das Araucárias. Com a criação do museu, eles foram transferidos para o interior do prédio, que desde então recebeu diversas expansões e reformulações no posicionamento e conteúdo das atrações.

## A árvore mais velha
Conforme Francisco Cardoso, em seu livro "Árvores de Curitiba", a árvore mais velha da capital paranaense é uma Imbuia localizada dentro do Bosque do Capão da Imbuia e sua idade pode passar dos mil anos, portanto, sua germinação ocorreu no longínquo século XI.